# Gorenje Dole (Krško, Slovenija)
Gorenje Dole je naselje u Općini Krško u istočnoj Sloveniji. Gorenje Dole se nalazi u pokrajini Dolenjskoj i statističkoj regiji Donjoposavskoj. 

## Stanovništvo
Prema popisu stanovništva iz 2002. godine Gorenje Dole je imalo 6 stanovnika.

## Vanjske poveznice
- Satelitska snimka naselja  Arhivirana inačica izvorne stranice od 29. srpnja 2017. (Wayback Machine)